# Jennifer Maréchal
Jennifer Maréchal (Cosne-Cours-sur-Loire, 7 maggio 1984) è una pallavolista francese.
Alta 187 cm per 68 kg, gioca come schiacciatrice nel Volley Club harnésien. Ha partecipato ad un'edizione dei Campionati europei, nel 2007 in Belgio e Lussemburgo, con la Nazionale della Francia.